# Micropterus dolomieu
Il Micropterus dolomieu (smallmouth bass in lingua inglese) è una specie di pesce osseo d'acqua dolce del genere dei Micropterus, appartenente alla famiglia delle Centrarchidae. Essa è la specie tipo del suo genere.
È originario del bacino medio e superiore del fiume Mississippi, del sistema fiume San Lorenzo Grandi Laghi e fino al bacino della baia di Hudson. In lingua inglese è anche noto come smallmouth, bronzeback, brown bass, brownie, smallie, bronze bass e bareback bass.

## Descrizione

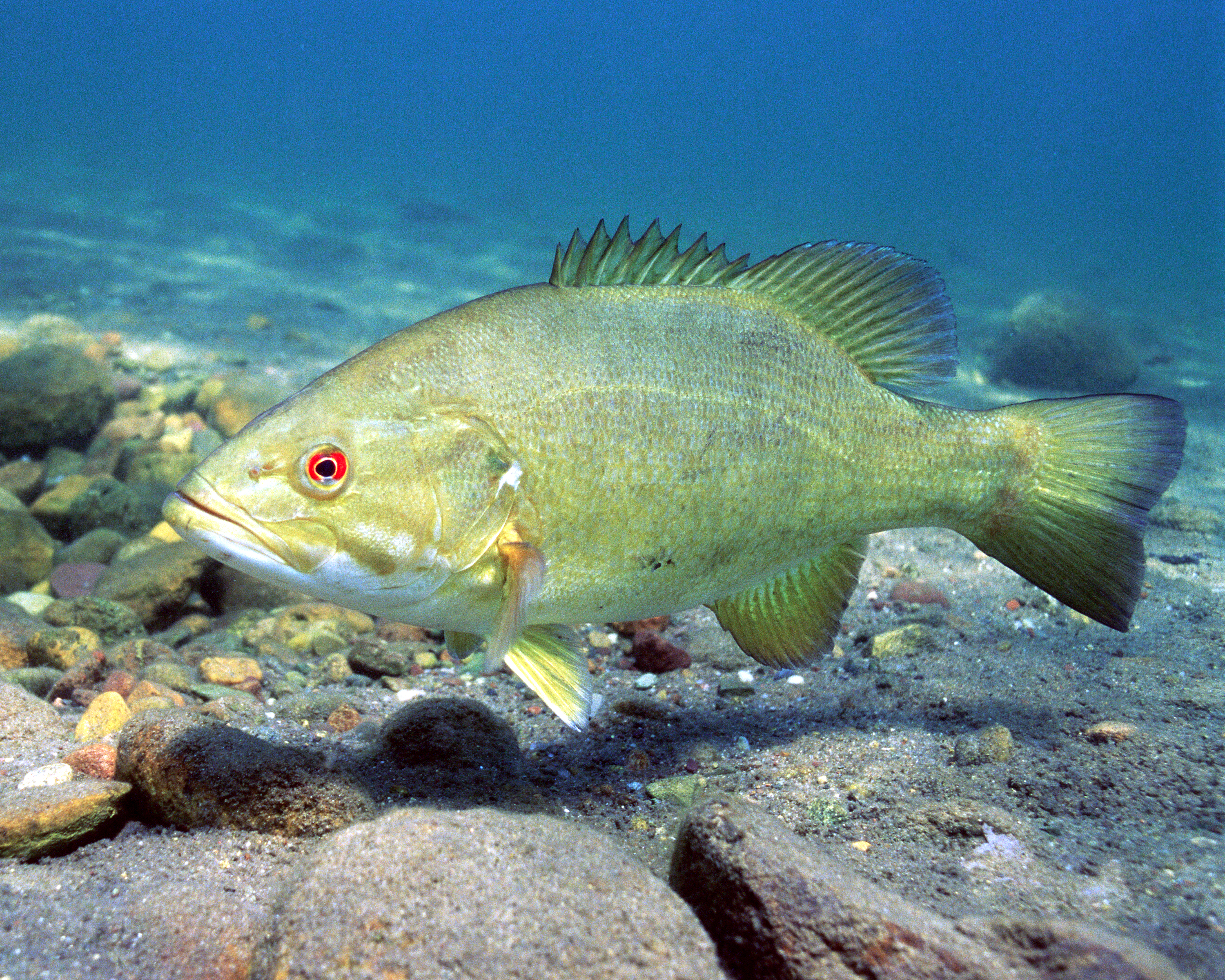
Un esemplare nel suo habitat naturale

Il Micropterus dolomieu è in genere di colore marrone, apparendo talvolta come nero o verde (raramente giallo), con occhi rossi, bande verticali di colore marrone scuro ai lati, piuttosto che verticali. Ci sono da 13 a 15 raggi sottili nella pinna dorsale. La mascella superiore si estende alla metà degli occhi. I colori comunque possono variare a seconda di variabili ambientali come limpidezza delle acque e tipo di prede di cui si nutre. Il peso dei maschi si aggira sul kilogrammo mentre quello delle femmine può andare da 1,4 kg fino a 2,7 kg. Le loro dimensioni medie possono differire a seconda di dove sono stati pescati: quelli in acque americane tendono a essere più grossi a causa delle estati più lunghe, che consentono loro un periodo di crescita più duraturo.
L'habitat gioca un ruolo significativo sul loro colore, peso e forma.  Quelli che vivono in acque scure tendono ad essere più siluriformi e ad avere un colore marrone più scuro per essere più efficienti nell'alimentarsi, mentre quelli di lago, che vivono in zone sabbiose, hanno colori che tendono più al giallo-marrone per adattarsi all'ambiente nelle situazioni di difesa e hanno una forma più ovale.
Essi si cibano di qualunque cosa che siano in grado di inghiottire: sono stati osservati cibarsi di girini, pesci, insetti acquatici, gamberi di fiume, rane, piccoli roditori od uccelli e persino patatine fritte. Ne sono state riconosciute due sottospecie: la M. dolomieui dolomieui  (Northern Smallmouth Bass)  e la M. dolomieui velox (Neosho Smallmouth Bass).

## Habitat
Il Micropterus dolomieu si trova in acque chiare, specialmente nella corrente, nei fiumi e nelle zone rocciose ma anche al fondo sabbioso di laghi e di bacini artificiali. Esso preferisce acque a temperatura più bassa di quelle del cugino persico trota. A causa della sua intolleranza all'inquinamento, esso è un buon indicatore naturale di ambienti sani, sebbene esso sappia adattarsi ai cambiamenti delle condizioni delle acque meglio della maggior parte delle specie di trota.
Le femmine possono rilasciare fino a 21.000 uova, che vengono sorvegliate nel loro involucro dal maschio.

## Migrazione
Quando le acque diventano più fredde e la temperature scende sotto i 15 °C, il Micropterus dolomieu spesso migra in cerca di bacini più profondi ove entrare in uno stato di semi-ibernazione, muovendosi pigramente e mangiando molto poco fino al ritorno della bella stagione.
I modelli di migrazione del Micropterus dolomieu sono stati tracciati e non è infrequente per lui viaggiare 12 miglia al giorno nella corrente di ruscelli o fiumi. Il percorso totale di una migrazione può superare le 60 miglia.